# Гаїтянська Вікіпедія
Гаїтянська Вікіпедія (гаїт. креол. Wikipedya Ayisyen) — розділ Вікіпедії гаїтянською креольською мовою, що відкрився у серпні 2004 року. Станом на 26 жовтня 2011 містила 53 121 статтю, й понад 8 000 зареєстрованих користувачів. Це одна з кількох Вікіпедій креольськими мовами. 
Гаїтянська Вікіпедія станом на 25 березня 2025 року містить 70 769 статей, 35 195 зареєстрованих користувачів, 72 активних дописувачів, 2 адміністраторів
. Загальна кількість сторінок в гаїтянської креольській Вікіпедії — 91 761, редагувань — 863 837, мультимедійні файли відсутні
. Глибина (рівень розвитку мовного розділу) гаїтянської креольської Вікіпедії дуже мала і становить лише 0.8 пунктів
. 